# Scintilla incerta
Scintilla incerta is een tweekleppigensoort uit de familie van de Galeommatidae. De wetenschappelijke naam van de soort is voor het eerst geldig gepubliceerd in 1851 door Recluz.